# 恩內迪區
恩內迪區（阿拉伯语：‎）在2012年以前是乍得的一個大區，位於該國東北部，地理上屬恩內迪高原。北鄰利比亞，東與蘇丹相連。首府法達。
2008年自博爾庫-恩內迪-提貝斯提區分出。下分二省。
2012年拆分為東部的東恩內迪區和西部的西恩內迪區。